# بهمن آراسته
بهمن آراسته سیاست‌مدار ایرانی بود، که در  دوره بیست و یکم   بعنوان نماینده شازند در مجلس شورای ملی حضور داشت.